# 夸西·克沃滕
（1975年5月26日—）是英国政治人物和历史学者，保守党员，曾任英国财政大臣。
克沃滕出生于伦敦，父母為加纳移民，1960年代以学生身分到英国。克沃滕中学就读于伊顿公学，然后进入剑桥大学，在三一学院学习经典和历史学并获得英国史专业博士学位。在成为议员之前克沃滕从事财务分析员的工作。他撰写的书籍有：《帝国幽灵》（2011年出版），《战争和黄金：五百年的帝国冒险和债务史》（2014年出版），后者被翻译成西班牙文和中文。2015年克沃滕出版了《撒切尔的尝试：成就领导人的六个月》。
克沃滕2010年首次当选为斯贝尔索恩选区的国会议员，并在2015年和2017年连任。他在2016年的全体公民投票中支持英国退出欧盟。在2017年连任国会议员后他被委任为财政大臣菲利普·哈蒙德的国会私人秘书。
2022年9月6日，新任首相卓慧思任命關浩霆為財政大臣，成為英國史上首位非裔財相。同年10月14日，因激進的減稅計畫引發金融市場混亂，英國公債殖利率狂飆、英鎊兌美元匯率跌至歷史新低，迫使英格蘭銀行（英國央行）進場救市。同日關浩霆被免去財政大臣職務，職位即日起交由侯俊偉接替，成為英國二戰後任期第二短之財相，僅次於1970年突然因心臟病發而卒於任內的伊安·麥克勞德。而克沃滕的减税计划所带来的负面影响直接引发了2022年10月英国政府危机，并最终导致时任英国首相莉兹·特拉斯在10月15日辞职下台。